# Gretchen Corbett
Gretchen Hoyt Corbett (Portland, 13 agosto 1945) è un'attrice statunitense.
È nota principalmente per il ruolo ricorrente dell'avvocato Beth Davenport in Agenzia Rockford, accanto a James Garner. Ha preso parte a numerose serie televisive tra cui Kojak, Colombo, Magnum P.I..

## Filmografia parziale

### Cinema
- La sua calda estate (Out of It), regia di Paul Williams (1969)
- La morte corre incontro a Jessica (Let's Scare Jessica to Death), regia di John D. Hancock (1971)
- La finestra sul cielo 2 (The Other Side of the Mountain: Part II), regia di Larry Peerce (1978)
- PSI Factor, regia di Bryan Trizers (1980)
- Jaws of Satan, regia di Bob Claver (1981)
- Bucksville, regia di Chel White (2011)
- Pig - Il piano di Rob (Pig), regia di Michael Sarnoski (2021)
- Lorelei, regia di Sabrina Doyle (2021)

### Televisione
- Hawaii Squadra Cinque Zero (Hawaii Five-O) – serie TV, 2 episodi (1973-1975)
- Colombo (Columbo) – serie TV, episodio 4x01 (1974)
- Marcus Welby (Marcus Welby, M.D.) – serie TV, 4 episodi (1974-1976)
- Agenzia Rockford (The Rockford Files) – serie TV, 33 episodi (1974-1978)
- Ellery Queen – serie TV, episodio 1x07 (1975)
- Squadra emergenza (Emergency!) – serie TV, 3 episodi (1975-1976)
- Bees: lo sciame che uccide (The Savage Bees) – film TV (1976)
- In casa Lawrence (Family) – serie TV, 3 episodi (1977-1978)
- Dimensione Alfa (Otherworld) – serie TV, 8 episodi (1985)
- La signora in giallo (Murder, She Wrote) – serie TV, episodio 3x07 (1986)
- L'anima del diavolo (Final Verdict) – film TV (1991)
- Perché mia figlia? (Moment of Truth: Why My Daughter?) – film TV (1993)
- The Rockford Files: If the Frame Fits... – film TV (1996)
- The Rockford Files: Friends and Foul Play – film TV (1996)
- L'uomo che non ho mai conosciuto (A Change of Heart) – film TV (1998)
- The Rockford Files: If It Bleeds... It Leads – film TV (1999)
- Portlandia – serie TV, 3 episodi (2013-2017)

## Teatro
- After the Rain (1966)
- Forty Carats (1968)
- Ifigenia in Aulide (Iphigenia in Aulis) (1968)
- Enrico VI, parte I (King Henry VI, Part I) (1970)
- The Survival of St. Joan (1970-1971)